# Sonja Savić
Sonja Savić (Čačak, 15. rujna 1961. – Beograd, 23. rujna 2008.) srbijanska je glumica.

## Životopis
Prvi filmski nastup imala je 1977. u filmu "Leptirov oblak". Diplomirala je na beogradskom Fakultetu dramskih umjetnosti. Veliku popularnost stekla je glavnom ulogom u filmu "Šećerna vodica" iz 1983. godine. Za ulogu u filmu "Život je lijep" iz 1985. nagrađena je na festivalu u Veneciji. 
Sonja je snimila preko 50 filmova. Od ostalih uloga, ističu se uloge u filmu "Davitelj protiv davitelja" (1984.), "Balkanski špijun" (1984.), "Čavka" (1988.)... .
Umrla je u stanu svojih roditelja u Beogradu od predoziranja drogom.

## Filmografija
- 2008. - Vratiće se rode - kao Darinka
- 2008. - Princ od papira
- 2005. - Jug jugoistok
- 2001. - Virtualna stvarnost - kao Nina
- 2001. - Hleb i mleko - kao Sonja
- 2000. - Senke uspomena - kao blagajnica u kinu
- 1997. - Tango je tužna misao koja se pleše
- 1996. - Urnebesna tragedija - kao Violeta
- 1994. - Ni na nebu ni na zemlji
- 1992. - Mi nismo anđeli - kao Marta
- 1989. - Kako je propao rokenrol - kao Bojana
- 1988. - Braća po materi
- 1988. - Čavka
- 1987. - Osuđeni - kao sučeva kći
- 1986. - Sekula i njegove žene - kao Spasenija
- 1986. - Majstor i Šampita - kao Sofija Marković Šampita
- 1986. - Crna Marija - kao Anja
- 1985. - Život je lep - kao pevacica
- 1984. - Una - kao Una
- 1984. - Balkanski špijun - Sonja Čvorović
- 1984. - Kamiondžije opet voze - kao Anđelija
- 1984. - Davitelj protiv davitelja - kao Sofija
- 1983. - Šećerna vodica - kao Branka Đurić Dečka
- 1983. - Nešto između
- 1982. - Živeti kao sav normalan svet - kao
- 1978. - Lude godine - kao Lidija
- 1977. - Ljubavni život Budimira Trajkovića
- 1977. - Leptirov oblak - kao Lila